# Acacia horrida
Acacia horrida är en ärtväxtart som först beskrevs av Carl von Linné, och fick sitt nu gällande namn av Carl Ludwig von Willdenow. Acacia horrida ingår i släktet akacior, och familjen ärtväxter.

## Underarter
Arten delas in i följande underarter:
- A. h. benadirensis
- A. h. horrida

## Bildgalleri

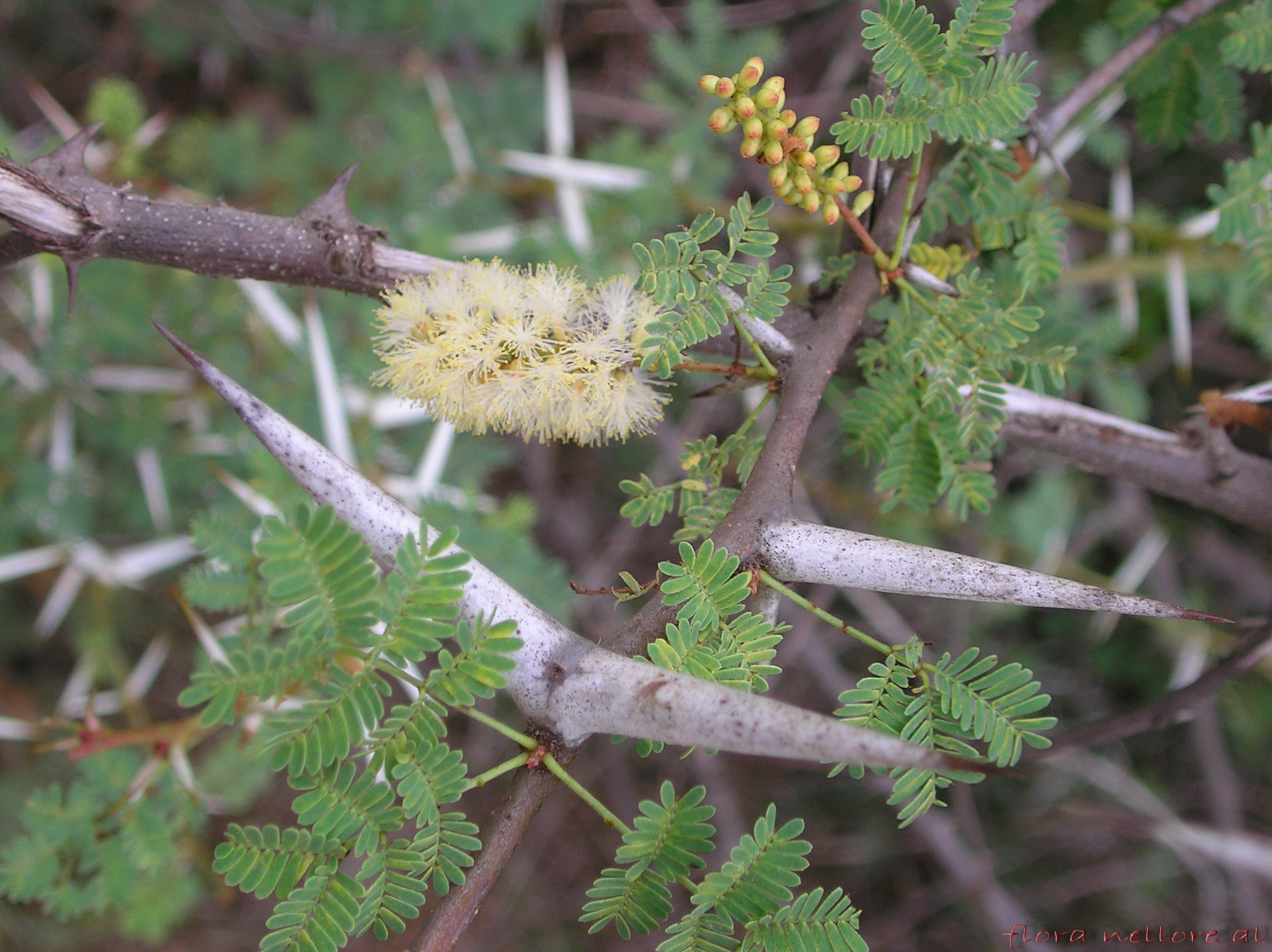
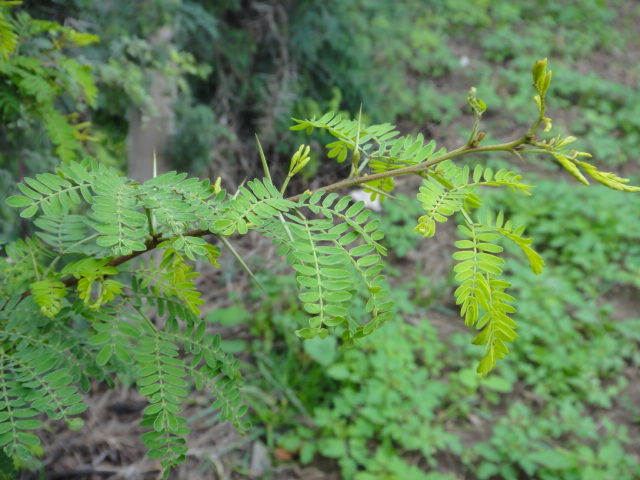